# Chlorophorus capensis
Chlorophorus capensis là một loài bọ cánh cứng trong họ Cerambycidae.